# Brunonen
Die Brunonen waren ein sächsisches Adelsgeschlecht des 10. bis 11. Jahrhunderts.
Der Name Brunonen leitet sich von dem vermeintlichen Stammvater Brun(o) von Sachsen († 880) ab. Die Familie hatte Besitz in Ostfalen und Friesland. Im Jahre 942 wird ein Graf Liudolf im braunschweigischen Gebiet bezeugt.
Zum Königshaus der Salier bestanden enge verwandtschaftliche Beziehungen. Graf Brun I. trat nach dem Tod Kaiser Ottos III. 1002 erfolglos als Bewerber um den Königsthron auf. Seine Schwiegertochter Gertrud die Ältere von Braunschweig († 1077, Gattin Liudolfs von Braunschweig), stiftete um 1030 Teile des späteren Welfenschatzes. 
Im Jahre 1067 wurde Ekbert I. von König Heinrich IV. mit der Markgrafschaft Meißen belehnt. Sein Sohn Ekbert II. opponierte gegen Kaiser Heinrich IV. und verlor durch den Spruch eines Fürstengerichts seine Lehen Meißen sowie die friesischen Grafschaften. Mit ihm starben die Brunonen im Mannesstamm 1090 aus. Ekberts II. Schwester Gertrud die Jüngere von Braunschweig war in zweiter Ehe mit Heinrich dem Fetten von Northeim verheiratet. Ihre gemeinsame Tochter Richenza  († 1141) heiratete Lothar von Süpplingenburg, Herzog von Sachsen und späterer Kaiser. Die gemeinsame Tochter Gertrud von Sachsen († 1143) war mit Herzog Heinrich dem Stolzen von Sachsen und Bayern verheiratet, wodurch der braunschweigische Besitz für Jahrhunderte an die Welfen gelangte.

## Bedeutende Brunonen
- Markgraf Ekbert I. von Meißen († 1068)
- Markgraf Ekbert II. von Meißen († 1090)

## Stammliste
1. Brun I. von Braunschweig († 1015/16) (Graf in Sachsen) ⚭ Gisela von Schwaben (* um 990; † 15. Februar 1043 in Goslar) (⚭ 1016/17 Kaiser Konrad II. († 1039))
  1. Liudolf († 23. April 1038) ⚭ Gertrud die Ältere von Braunschweig († 1077)
    1. Brun II. (* um 1024; † 26. Juni 1057), Graf von Friesland
    2. Ekbert I. († 1068) ⚭ Irmgard, Tochter des Odalrich-Maginfred Markgraf von Turin (Arduine)
      1. Ekbert II. († 1090) ⚭ Oda von Orlamünde
      2. Gertrud die Jüngere von Braunschweig († 1117) ⚭ I Dietrich von Katlenburg († 1085); II Heinrich der Fette von Northeim († 1101); III Heinrich I. von Meißen († 1103)

    3. Mathilde, † 1044, heiratet 1043 Heinrich I., † 1060, 1031 König von Frankreich (Kapetinger)